# 1913年奥斯曼帝国政变
1913年奥斯曼帝国政变，又称突袭高门，发生于1913年1月23日，由联合进步委员会发动，领导者是恩维尔帕夏和塔拉特帕夏。政变当日，联合进步委员会成员闯入奥斯曼帝国的政府中枢高门（又称最高朴特），迫使自由派大维齐尔卡米勒帕夏辞职，还意外射杀战争大臣纳泽姆帕夏。此次政变令联合进步委员会成功掌权，恩维尔帕夏、塔拉特帕夏和杰马尔帕夏自此主导奥斯曼帝国政权，又称为“三帕夏政权”。
联合进步委员会最初是志在立宪的组织，其成员又被称为青年土耳其党人。1908年，青年土耳其党人借由青年土耳其党人革命，迫使苏丹阿卜杜勒-哈米德二世重新行宪。联合进步委员会掌权后，因内部主张的分歧而于1911年开始分裂。主张更趋向自由、分权的派系另组自由和谐党，而联合进步委员会的主张则更倾向泛突厥主义和中央集权。两派在1912年展开长达一年的政治对抗，联合进步委员会操控1912年奥斯曼帝国大选而大获全胜，引来自由派军官不满。自称“救赎者军官”（Halâskâr Zâbitân）的自由派军官集团在1912年7月7日发动政变推翻政府，无党派人士艾哈迈德·穆赫塔尔帕夏上台组阁，称为“大内阁”（Büyük Kabine），但此“大内阁”在同年10月便因第一次巴尔干战争爆发而宣告解散。1912年10月底，自由派成员卡米勒帕夏获苏丹穆罕默德五世批准组阁，并在当年年底开启和谈。由于怀疑卡米勒政权将奥斯曼帝国旧都埃迪尔内割让予保加利亚，联合进步委员会决定趁民怨发动政变、突袭高门，推翻自由派政府。
联合进步委员会借此次政变掌权，此后包括自由和谐党在内的诸多反对党都遭遇政治打压，其成员纷纷被捕或陷入沦亡。政变领导者之一的恩维尔帕夏后来成为战争大臣，他决定退出当时仍在进行的伦敦和会，并在此后奉行亲德政策，最终促使奥斯曼帝国卷入第一次世界大战。

## 背景

### 1912年4月大选
1908年，联合进步委员会发动青年土耳其党人革命，迫使苏丹重新行宪。在不久后的大选中，联合派赢得了下院288个席位中的60个，是下院第一大党。1911年11月21日，立场偏向自由派的人士组成自由和谐党，立即吸引70名下院代表加入；在随后的1911年12月补选中，自由和谐党以一票优势险胜。掌权的联合派担忧自由派将在次年的大选中获胜，于是采取数项预防措施。为阻止新生的自由和谐党继续扩展势力，联合派在1912年1月要求苏丹穆罕默德五世解散议会，提前举行大选。
苏丹决定将大选提前至1912年4月。联合派以暴力手段操控此次大选，用棍棒攻击自由派议员，因此此次大选又被称为“棍棒大选”（Sopalı Seçimler）。联合派利用提前表决、秘密计票、填塞选票、重新划分选区等手段操纵大选，再加上非城市地区的真实选票，从而轻易取胜，赢得275个席位中的269个，取得压倒性优势，仅余下6席予自由和谐党。
因败选而恼怒的自由派人士亦企图以非法手段重新夺权，对联合派操控选举的行径大加抱怨。同时，一组自称为“救赎者军官”（Halâskâr Zâbitân）的军官集团不满于军队内部的不公现象，决定发动政变夺权。救赎者军官以自由派支持者的名义获得萨巴赫丁亲王的支持，并在报刊发表宣言、于伊斯坦布尔制造不安局面。
最终，救赎者军官在1912年7月向军事会议递交备忘录，随后立即发动政变，声称大维齐尔穆罕默德·赛义德帕夏政府纵容联合派而提前举行此次“棍棒大选”，并迫使其下台。

### “大内阁”

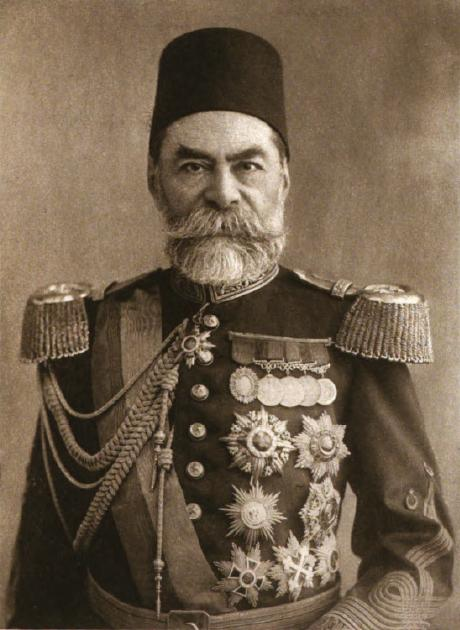
艾哈迈德·穆赫塔尔帕夏的“大内阁”仅运作了3个月便因第一次巴尔干战争爆发而解散

穆罕默德·赛义德帕夏下台后，昔日的战争英雄艾哈迈德·穆赫塔尔帕夏上台组建无党派内阁，该内阁中有三人都曾担任过大维齐尔，因此被称为“大内阁”；又因为由艾哈迈德·穆赫塔尔帕夏之子马哈茂德·穆赫塔尔帕夏担任战争大臣，也被称为“父子内阁”。“大内阁”中并没有联合派成员，但联合派主导下院的局面仍然没有改变。不过在大内阁上台不久后，就有传言称大内阁将解散下院，举行选举。果然在大内阁上台数日后，救赎者军官便向下院主席哈利勒贝伊递交备忘录，要求其于48小时之内解散下院、重新选举。联合派成员对此提出抗议和谴责，声称此行为违宪；但根据上院新通过的法令，大维齐尔得以在苏丹批准下，于8月5日解散议会；随后苏丹很快发布诏书要求重新选举。
然而在1912年10月，第一次巴尔干战争突然爆发，令新选举的筹备工作陷入停滞。艾哈迈德·穆赫塔尔政府立即宣布戒严，并在10月25日宣布取消新选举；10月29日，艾哈迈德·穆赫塔尔帕夏宣布辞职，让位予卡米勒帕夏——卡米勒帕夏和英国人关系良好，奥斯曼人相信他能为此次灾难性的战争带来外交转机。“大内阁”在运作了3个月后便宣告终结。

### 卡米勒帕夏政权

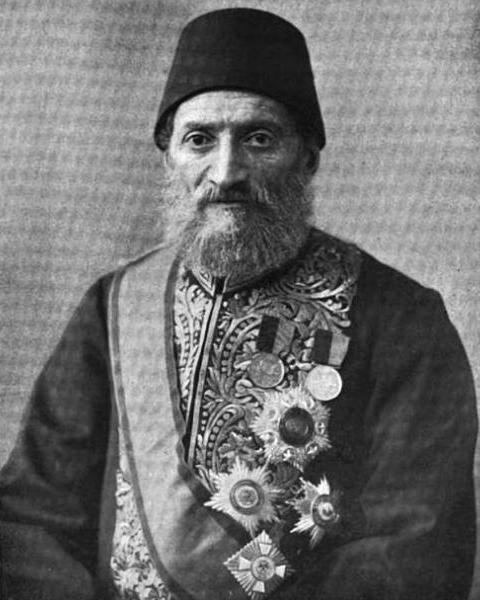
自由派大维齐尔卡米勒帕夏在第一次巴尔干战争爆发后掌权，在突袭高门政变中被迫下台

尽管外部战事一度中止国内政治的乱局，新上台的卡米勒帕夏却另有意图。卡米勒帕夏是自由派成员，希望利用其大维齐尔的权力打压联合派。卡米勒帕夏联系英国人从中调停，希望促成停战；但奥斯曼帝国军队仍然遭遇沉重打击，亦有传言称奥斯曼帝国将被迫迁都至安纳托利亚内陆，离开其政治与历史意义非凡的都城伊斯坦布尔。保加利亚军更是行进至伊斯坦布尔西部的恰塔尔贾。终于在1912年12月，卡米勒帕夏和保加利亚达成协议而停战，并召开伦敦和会商讨和约。
英国、法国、意大利和俄国借1878年柏林条约干涉和谈，要求高门同意将奥斯曼帝国的旧都埃迪尔内割让给保加利亚，将奥斯曼属爱琴海诸岛割让予西方列强托管（当时已经为希腊海军所占领）。鉴于奥斯曼军队已经遭遇重大失败，卡米勒帕夏政府意图妥协，同意放弃埃迪尔内，以“米德耶-埃内兹线”作为新的西部国境，但并不将埃迪尔内割让给保加利亚，而是交由国际委员会托管。1912年，希腊军队占领塞萨洛尼基。塞萨洛尼基是奥斯曼帝国诸多进步派人士和进步运动的故乡和发源地，许多联合派成员都在此后遭到希腊当局逮捕，或是出逃至安纳托利亚。自由和谐党内部也在国家危机的关头面临分崩离析的乱局。
政治权力极度受限的联合派人士决定密谋推翻卡米勒帕夏的自由派政权。卡米勒帕夏自青年土耳其党人革命以来，长期同联合派人士不和。在其掌权期间，卡米勒帕夏通过一系列措施打压联合派人士，阻止他们进入政府；同时由于军队中以联合派军官占多数，卡米勒帕夏也极力阻碍军人干政。到1913年1月，联合派已经完全对卡米勒帕夏和自由派人士失去信心，着手密谋一次突然的政变。
在联合派政变中丧命的战争大臣纳泽姆帕夏原本也是联合派人士定下的新内阁人选，塔拉特帕夏还在政变后透露称他本意图任命纳泽姆帕夏为大维齐尔。

## 导火索
奥斯曼帝国在第一次巴尔干战争中不敌巴尔干联盟，被迫开启和谈、讨论领土割让事宜。由于怀疑自由派政府采取妥协措施，屈服于西方列强而将旧都埃迪尔内割让予保加利亚王国，联合进步委员会遂决定以此为借口发动政变夺权。

## 过程

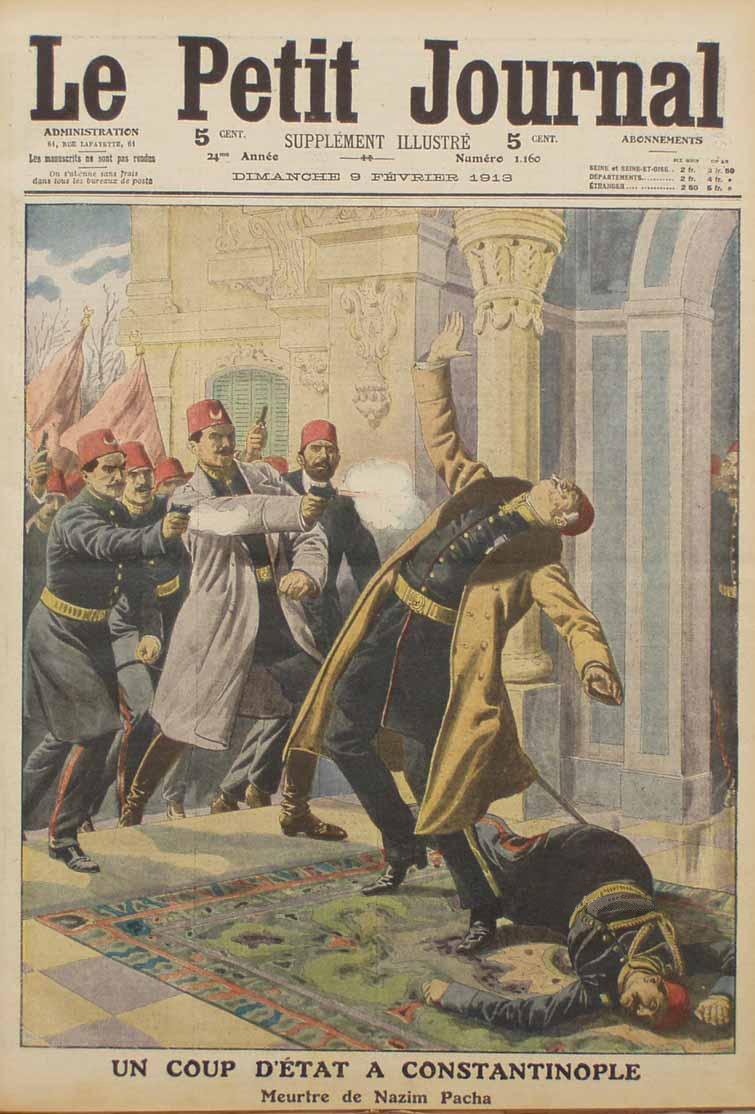
政变发生后的法国《小日报》封面，描绘了战争大臣纳泽姆帕夏遇刺的画面

### 联合派人士向高门进军
1913年1月23日下午2时半，一位名为萨潘卡勒·哈克（Sapancalı Hakkı）的联合派人士向联合派领袖之一恩维尔贝伊中校（后来的恩维尔帕夏）汇报，称其人马已经准备好突入奥斯曼帝国政府驻地——高门，于奴魯奧斯瑪尼耶清真寺附近的一处军需补给督察站待命。恩维尔帕夏获知此消息后，于奴魯奧斯瑪尼耶清真寺与之会和，并骑马向高门进发。同时，塔拉特帕夏也带领其部下向高门进军。
恩维尔贝伊到达公共工程部大楼（Nafıa Nazırlığı）后，其部下厄梅尔·纳吉（Ömer Naci）和厄梅尔·塞费丁（此人后来成为地位颇高的作家）已经在高门纠集大量人群，向人群宣称卡米勒政权将割让埃迪尔内。二人的煽动活动十分有效，高门周围很快便聚集大量示威人群，呼喊着反对卡米勒政权卖国行径的口号。

### 进入高门
恩维尔贝伊，以及塔拉特贝伊、萨潘卡勒·哈克、雅库布·杰米尔（Yakub Cemil）、穆斯塔法·内吉普（Mustafa Necip）等大约50名联合派人士潜入高门，当时卡米勒帕夏的内阁正在召开会议。卡米勒帕夏的侍从官奥赫里利·纳菲兹贝伊（Ohrili Nâfiz Bey）和突袭者遭遇，并向突袭者开枪，但并未命中任何人，本人却负伤，逃至他自己的办公室躲避。穆斯塔法·内吉普闯入奥赫里利的办公室，被奥赫里利射杀，奥赫里利最终亦因伤丧命。
战争大臣纳泽姆帕夏的甥侄、侍从官陶菲克贝伊（Kıbrıslı Tevfik Bey）亦掏出其左轮手枪向突袭者射击，同样击中了穆斯塔法·内吉普；随后陶菲克贝伊也被突袭者射杀。一位谢赫伊斯兰的侍从兼秘密警察同样在双方交火中身亡。

### 纳泽姆帕夏身亡
战争部长纳泽姆帕夏听到枪声，跑出办公室冲向突袭者。根据突袭者之一、后来的土耳其总统及总理杰拉勒·拜亚尔的回忆录，纳泽姆帕夏愤懑地向人群呵斥道：“出什么事了？你们过来袭击大维齐尔的办公室吗？”并以詈语辱骂。恩维尔贝伊向纳泽姆敬礼，正试图向纳泽姆解释来由，雅库布·杰米尔突然从背后向纳泽姆的右太阳穴开枪，纳泽姆帕夏意外丧命。亦有记载称，恩维尔帕夏试图阻止杰米尔开枪，但他置之不理。还有说法称，恩维尔和塔拉特遭到侍从官陶菲克贝伊的射击，为自保而开枪而误伤纳泽姆。
无论是哪种说法，联合进步委员会在事后皆将纳泽姆之死称为“遗憾的意外”，将纳泽姆之死描述为未经预谋，但在当时的情况下“不可避免”的事故。联合派成员还声称，内政大臣艾哈迈德·雷希特在此次政变期间没有受伤，他较纳泽姆更为敌视联合派，所以突袭者的本意是避免流血事故。由于联合派支持纳泽姆帕夏在政变后担任新任大维齐尔，法国《画报》称纳泽姆遭（卡米勒帕夏的自由派）旧政权迫害、得到（联合进步委员会）新政权支持，却被后者杀害，这样的命运和经历十分奇异。

### 卡米勒帕夏被迫辞职

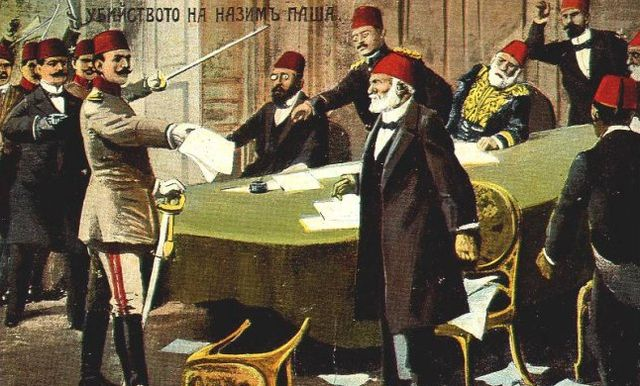
恩维尔帕夏逼迫大维齐尔卡米勒帕夏辞职

纳泽姆帕夏丧命后，恩维尔和塔拉特贝伊闯入大维齐尔卡米勒帕夏的房间，用手枪指着卡米勒帕夏的头，要求这位大维齐尔提出辞职。恩维尔事后透露：“这一切都发生在15分钟内。”卡米勒被迫写下辞职信，恩维尔贝伊携着信件立即离开高门，驾驶谢赫伊斯兰的轿车前往苏丹的宫殿，将之呈递给苏丹。

## 影响

### 直接影响
政变结束后，恩维尔向法国《画报》派驻奥斯曼帝国的联络员透露道：
“我被迫再度干预政治推翻政府，对此我深表遗憾，但时不我待。倘若我们的行动迟了几个钟头，我们的国家就将被耻辱地出卖给敌人。我们的军队从未强大过，但我实在没有理由屈服于如此丑恶的要求。”

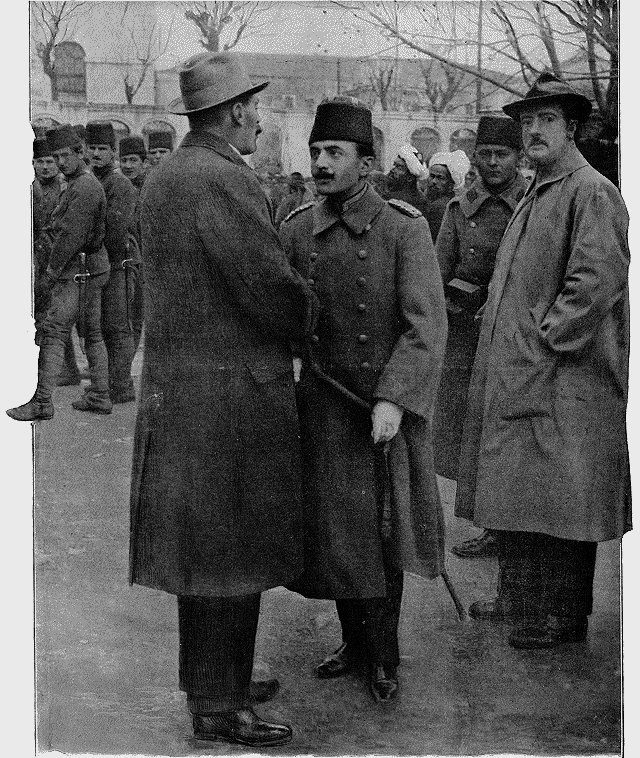
恩维尔帕夏（中）和英国专员、法国《画报》联络员交谈

政变后，卡米勒帕夏辞任大维齐尔，战争大臣纳泽姆身亡；恩维尔的密友马哈茂德·塞夫凯特帕夏身兼此二职。塞夫凯特帕夏的政府完全由联合派人士组成：
- 薩伊德·哈里姆帕夏临时担任国务委员会主席（3日）
- 塔拉特帕夏担任内政大臣
- 居吕克苏卢·马哈茂德帕夏（英语：Çürüksulu Mahmud Pasha）担任海军大臣
- 尼古拉·康斯坦丁·巴察里亚（英语：Nicolae Constantin Batzaria）担任公共工程大臣
- 穆赫塔尔贝伊临时担任外交大臣（3日）
  - 赛义德·哈利姆帕夏接替之
- 皮里扎德·易卜拉欣·哈伊鲁拉贝伊（Pirizade Ibrahim Hayrullah Bey）担任司法大臣
- 于尔居普吕·穆斯塔法·哈伊里·埃芬迪（Ürgüplü Mustafa Hayri Efendi）担任瓦合甫大臣（英语：Ministry of Evkaf）
- 穆罕默德·杰拉勒贝伊（英语：Mehmed Celal Bey）担任农业大臣
- 艾哈迈德·许克吕·巴延德尔（Ahmet Şükrü Bayındır）担任教育大臣
- 奥斯坎·曼迪基扬（Oskan Mandikyan）担任通信、电报和电话大臣

然而，新上台的大维齐尔马哈茂德·塞夫凯特却对自由和谐党态度友好。1913年6月，纳泽姆帕夏的亲属为了报仇，将塞夫凯特帕夏刺杀。联合派以此为借口再度打压反对派。包括行凶者在内的12名嫌犯被指控谋杀塞夫凯特帕夏而被绞死。自由派人士遭到严厉打压，此前帮助自由派夺权的“救赎者军官”领袖们则被迫出逃至埃及和阿尔巴尼亚。另一位反对派领袖萨巴赫丁亲王逃往瑞士，到1919年三帕夏下台后才回国。

### 长远影响
突袭高门政变后，三位联合派领袖恩维尔帕夏、塔拉特帕夏和杰马尔帕夏建立类似于三头同盟的独裁政治，被称为“三帕夏”。恩维尔担任战争大臣，塔拉特担任内政大臣，杰马尔担任海军大臣。三帕夏同时也成为联合进步委员会的独裁首脑，主导奥斯曼帝国政权。三帕夏在外交上奉行亲德政策，第一次世界大战爆发后，三帕夏主导奥斯曼帝国加入德奥同盟参战，却令奥斯曼帝国深陷战争泥潭。突袭高门政变是土耳其现代史上较早的暴力政变，被视为后续土耳其共和国历史上诸多政变的先例。
通过政变掌权后，联合进步委员会的立场越发偏向民族主义和泛突厥主义，除了敌视打压自由和谐党等自由派人士外，有鉴于巴尔干战争期间，帝国境内的不少非穆斯林民族，如保加利亚人、希腊人、亚美尼亚人等起而反叛、甚至针对穆斯林发动民族清洗，联合派更是对帝国境内的非穆斯林民族充满敌意。尽管联合派最初反对地方分权自治，在政变结束后，联合派人士却转而支持扩大地方自治的米利特体系，以强化奥斯曼帝国境内穆斯林群体的团结。

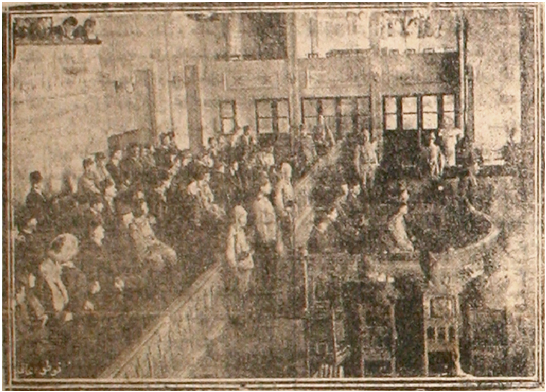
由于针对亚美尼亚人发动种族大屠杀，联合进步委员会领袖恩维尔、杰马尔、塔拉特等人在1919年遭军事法庭判处死刑

联合进步委员会在掌权后推行多项政治和军事改革，以加强中央集权、加速军事现代化。和此前亲英的卡米勒帕夏不同，奥斯曼帝国在恩维尔贝伊的领导下，和德国关系密切，并于1914年结成德土联盟。第一次世界大战爆发后，奥斯曼帝国加入同盟国一方参战。。
尽管在青年土耳其党人革命期间，联合派人士曾经和亚美尼亚人合作推翻阿卜杜勒-哈米德二世的专制政权，许多联合派人士在政变之后却转变看法，认为亚美尼亚人是奥斯曼帝国中的第五纵队，将会在战时反叛，转而支持俄国。尤其是在突袭高门政变之后的联合派掌权者中间，敌视亚美尼亚人的情绪更为强烈。土军在世界大战中发动的第一次进攻行动便是以俄国控制的西亚美尼亚为目标—奥斯曼帝国在1877年俄土战争战败而割让此地。此次进攻以失败告终，随后在1915年至1916年，“三帕夏”政权针对亚美尼亚人展开大规模的种族大屠杀，100万至150万名亚美尼亚人遇害。第一次世界大战以同盟国战败告终。战争结束后，军事法庭对战时的联合派领袖进行审判，指控其企图颠覆宪法、借战争牟利，且图谋针对亚美尼亚人和希腊人发动种族屠杀。军事法庭依此判处“三帕夏”等联合派主要人物死刑。

## 民意争议
后来的分析者认为政变期间的民意支持值得怀疑。有报道指联合派的政变仅仅得到了一小部分市民的支持，而且仅仅是在政变发生前一小时内由联合派成员纠集的。目击者和报刊报道称，在政变期间包围高门的示威者中只有一小部分真正的市民。记者乔治·雷蒙称：
“这场革命是深得民心的吗？我对此十分怀疑，新任大维齐尔和谢赫伊斯兰就职典礼上掌声寥寥，这无法不令我怀疑。这一切都是由熟练的政治家、政变专家塔拉特和精力充沛的军人恩维尔策划发动的，他们得到了一些立场坚定的军官的支持，和数十名爱国者，以及几百名逐渐加入示威的抗议者的协助。”
雷蒙认为仅需要最多50名卫兵就能阻止这场政变；高门毫无防备的唯一原因只能是卡米勒自认为已经在政治上完全打压了联合派的势力，想要证明联合派的威胁完全是虚张声势。政变之后，雷蒙发现首都伊斯坦布尔的公共舆论十分安静，无论是正在进行的巴尔干战争，还是这场刚刚结束的政变，平民、甚至是政治人士，都似乎对此漠不关心。

### 书目
- Burak, Durdu Mehmet,  (pdf), Ankara University: 292–318,   [2014-07-27], doi:10.1501/OTAM_0000000502, （原始内容存档 (PDF)于2011-10-27） （土耳其语）
- Birinci, Ali, , Istanbul: Dergâh Yayınları, 1990  [2020-04-09], ISBN 9759953072, （原始内容存档于2016-04-24） （土耳其语）
- Kuyaş, Ahmet, , NTV Tarih（英语：NTV Tarih）, January 2013, (48): 26–35, ISSN 1308-7878 （土耳其语）
- Dumont, Paul; Georgeon, Gregoire François; Tanilli, Server, , Istanbul: Cumhuriyet Yayınları, 1997  [2020-04-09], （原始内容存档于2020-03-19） （土耳其语）
- Kuran, Ahmed Bedevî, , Tan Matbaası, 1945  [2020-04-09], （原始内容存档于2020-03-16） （土耳其语）
- Vardar, Galip; Tansu, Samih Nafiz, , Istanbul: İnkılâp Kitabevi, 1960  [2020-04-09], （原始内容存档于2020-03-26） （土耳其语）
- Türkgeldi, Ali Fuat,  5, Ankara: Türk Tarih Kurumu Basımevi, 2010 [First published 1950]  [2020-04-09], ISBN 978-975-16-2284-6, （原始内容存档于2020-03-27） （土耳其语）
- Bayar, Celâl,  4, Istanbul: Baha Matbaasi, 1967  [2020-04-09], （原始内容存档于2020-03-15）